# NGC 2346
NGC 2346 ist ein planetarischer Nebel im Sternbild Einhorn südlich des Himmelsäquators, welcher 2.000 Lichtjahre von der Erde entfernt ist. NGC 2346 stammt von dem Doppelsternsystem HD 293373. Die beiden Sterne umrunden sich alle 16 Tage.
Das Objekt wurde am 5. März 1790 vom deutsch-britischen Astronomen Wilhelm Herschel entdeckt.